# عباس الكاظم
عباس الكاظم فنان تشكيلي عراقي من مواليد بغداد، العراق.

## سيرته
من مواليد بغداد، درس الفن التشكيلي بمعهد الفنون الجميلة ببغداد بين عامي 1970 – 1976، ثم أكمل دراسته العليا في أكاديمية الفنون الجميلة في روما – إيطاليا بين عامي 1976 – 1978، وتخرج من كلية الفنون الجميلة في كوبنهاغن – الدانمارك عام 1986.

## حياته العملية
أقام معرضه الشخصي الأول ببغداد وكان عمره سبعة عشر عاماً، وعمل مديراً فنياً لورشة عمل «الواحة أويسس» بين عامي 1988 – 1990، كما نظم معرض «أصوات بيننا» مع فناني المنفى والمهجر بين عامي 1994 – 1995، وأيضا عمل مديراً فنياً لأعمال الزخرفة «القرية الكونية» سنة 1995 وهو عبارة عن منتدى لمنظمة طوعية غير حكومية في كوبنهاغن، وبين عامي 1995 – 1996 عمل مديراً فنياً لترينالي «أندر دفرنت سكاي- تحت سماء أخرى» في كوبنهاغن، حيث توجت جهوده في تنظيم وإعداد معرض لفناني المنفى، الذي أقيم في سنة 1996 عندما اختيرت كوبنهاغن عاصمة للثقافة الأوربية، شارك في هذه التظاهرة أكثر من تسعين فنانا ينحدرون من أربعين بلداً من جهات العالم الأربع، وعلى هامش الترينالة نُظمت ندوات ولقات دراسية لمناقشة حالة الفن في المنفى، وصدر عنها كتاب يضم الأعمال الفنية والمداخلات التي قدمت فيه. 

## معارضه الفنية
أقام العديد من المعارض الفنية منها:
- شارك بثلاث معارض بين الأعوام 1972 – 1974 ببغداد.
- غاليري بيت الثقافة – إيطاليا 1977 – 1978.
- البندقية – إيطاليا 1981.
- دمشق وبيروت 1982.
- بيت الثقافة الشعبية – كولونيا – ألمانيا 1987.
- دمشق – سوريا 1988.
- بيت الثقافة – دريسدن – ألمانيا 1989.
- هولندا 1990، 1991.
- متحف الفنون – كوبنهاكن – الدانمارك 1992
- غاليري الكوفة – لندن – بريطانيا 1994.
- المعهد الثقافي الدانماركي – أدنبرة – اسكتلندا 1995.
- جامعة ورني – اسكتلندا 1995.
- غاليري هيثرسلومل، ورثمبرلاند - بريطانيا 1995.
- بينالي القاهرة الدولي السابع 1998.
- له في الدانمارك أحد عشر معرضاً بين الأعوام 1991 – 1996.
- الورشة الفنية – بينالي الشارقة الدولي للفنون، الدورة الخامسة 2001.
- الملتقى الفني التشكيلي – لبنان – الجنوب 2002، حيث شارك في الحملة الثقافية والفنية لتحويل السجون والمعتقلات التي كان يستخدمها جيش الاحتلال الإسرائيلي إلى متاحف ومراكز ثقافية. كانت الحملة برعاية وزارة الثقافة اللبنانية وبإشراف رئيس الجمهورية مباشرةً.

في معرضه الذي نظمه متحف الفنون في كوبنهاكن عام 1992، وظف الفنان عباس الكاظم، بجانب القماش واللون، الموسيقى والرقص الذي أدته فرقة مكونة من ستة عشر راقصة، جاعلاً من لغة الجسد التعبيرية ومن الأزياء والحركات الإيحائية الشبيهة بحركات «البانتومايم» عالماً خاصاً لرؤيا إنسانية شاملة. فكرة هذا العمل، انطوت في الواقع على تنفيذ الأحكام الجاهزة التي يتبناها البعض في أوروبا والشرق، حول الفن عند كلا الطرفين، حيث أراد الكاظم في هذا العمل الذي حمل عنواناً ساخراً «الآلام المعلقة» أن يتجاوز الحدود ويكسر الصور المسبقة التي رسمها الغرب عن الشرق، والتي أعاد إنتاجها فنانو الكيتش الشرقيون. لقد أراد من هذا العمل أن يكون صرخة احتجاج على التخريب اليومي الذي تتعرض له المنطقة العربية في جميع المجالات. للفنان عباس الكاظم تجربة فنية مثيرة، حيث تعامل مع الجسد الإنساني ليقوم بطبع هيئته وحركاته على القماش، في إشارة إلى هويته التي اعتادت السلطة وبيروقراطيوها على تثبيتها من خلال تثبيت بصمات الأصابع. بصمة الجسد الإنساني وهويته كما يراها الفنان الكاظم، هي غير ثابتة، بل في تحول دائم من لحظة إلى أخرى، مما يفرض احترام خصوصيته وعدم مصادرة تجلياته بالتعميمات والأحكام المجردة، فالجسد الإنساني كل ما يكنه من روح وحركة وأحاسيس لا يمكن أن يختزل إلى بصمة إبهام لتكون دلالة وافية لذلك الكائن العظيم. 

## جوائز
- نال جائزة الفن لسنة 1996 كلتوربايستريسن – الدانمارك.
- نال جائزة اليونسكو لترقية الفنون 1998 – 1999.
- جائزة بينالي القاهرة الدولي السابع 1998.
- جائزة شرف الندوة الموازية لبينالي القاهرة الدولي السابع 1998.

عن فوزه في بينالي القاهرة الدولي السابع بجائزتين، حيث تبرع بهما لضحايا القصف الأمريكي البريطاني للعراق في ديسمبر 1988، كتبت جريدة أخبار الأدب القاهرية «إنها المرة الأولى التي يفوز بها فنان بجائزتين في دورة واحدة، ولكن العمل الذي قدمه الفنان التشكيلي العراقي عباس الكاظم كان له وقعاً عميقاً ومؤثراً في روح المشاهد، فلقد كان العمل الذي قدمه بعنوان» وطن«حيث جسَّده في سرير قديم منتصب فوق هرم رملي وبدون قاعدة (الشبكة) التي يرقد عليها الإنسان، إلا أننا نراها معكوسة الخيال في مرآة زجاجية تغطي سطح الهرم الرملي، فالشبكة الحقيقية المفتقدة مجرد صورة في الذاكرة.. أو سراب». يقول الفنان عباس الكاظم «عندما تحتدم في نفسي رغبة التعبير، تتلاشى الحدود بين ما هو فني بحت وما هو غير فني، وكل ما يبقى هو خيط وهمي أهتدي به لأفصل بين جمال الحياة وقبحها. إنني أستطيع أن أتخيل محطتي القادمة، لكني لا أهوى لغة التنبؤات، يكفيني أني لم أعد من الماضي خالي اليدين.»